# Raúl Varela Varela
Raúl Varela Varela (Ovalle, 11 de marzo de 1902 - Santiago, 1969) fue un abogado chileno con destacada participación en el ámbito público.
Ocupó los cargos de Superintendente de Bancos (1964-1969), Presidente del Colegio de Abogados de Chile (1955-1963) y profesor titular de derecho comercial de la Facultad de Ciencias Jurídicas y Sociales de la Universidad de Chile (1946-1969).

## Familia
Nació en Ovalle el 11 de marzo de 1902. Casado con Graciela Morgan en 1932, tuvo siete hijos: María, Raúl, Patricio, Alberto, Juan Carlos, José Gabriel y Jorge. Falleció en Santiago en 1969.

## Educación
Egresó del Liceo de Aplicación y se Licenció en Ciencias Jurídicas y Sociales de la Universidad de Chile. Titulándose en 1924.

## Trayectoria Pública
En 1946 fue nombrado profesor titular de Derecho Comercial en la Escuela de Derecho de la Facultad de Ciencias Jurídicas y Sociales de la Universidad de Chile.
En 1955 y hasta 1963 fue Presidente del Colegio de Abogados de Chile.
En 1964 asumió como Superintendente de Bancos en reemplazo de José Miguel Ibáñez Barceló.
El nombramiento fue realizado por el gobierno del Presidente Jorge Alessandri Rodríguez mediante Decreto Supremo N° 5.245 de 5 de diciembre de 1964, y comunicado en la Circular N° 704 de la Superintendencia de Bancos de 11 de diciembre de 1964.
Ocupó el cargo hasta su fallecimiento en 1969.
Ejerció también como abogado integrante de la Corte de Apelaciones de Santiago (1966-1967).
En 1967 fue nombrado miembro de la Comisión Nacional de Investigación Científica y Tecnológica por el presidente de la República Eduardo Frei Montalva mediante Decreto N° 13.123 del Ministerio de Educación Pública del 10 de mayo de 1967.

## Publicaciones
Es autor de diferentes libros y artículos en el ámbito jurídico.
En 1924 publicó el libro: "Del reconocimiento voluntario de hijo natural y de la prueba judicial de su filiación".
En 1946 publicó un artículo en la Revista de Ciencias Penales, comentando una sentencia.
En 1948 publicó el libro: "Curso de derecho comercial: apuntes de clases" de la Editorial Universitaria.
En 1951 publicó "Informe en Derecho, emitido en la causa "Ramón Silva y otros contra The Chile Exploration Company", ejemplar a máquina, 27 de agosto de 1951.
El 14 de diciembre de 1955 realizó un discurso en el aula central de la Facultad de Ciencias Jurídicas y Sociales de la Universidad de Chile.
"Discurso de la Orden de abogados de la República en homenaje a los autores del Código Civil, al cumplirse el Primer Centenario de su promulgación".
En 1960 publicó el libro: "Curso de derecho comercial: Derecho Marítimo" de la Editorial Universitaria.
En 1962 publicó el artículo: "Modificaciones al contrato de sociedad con cambio de tipo" en la Revista de Derecho y Jurisprudencia de la Universidad de Chile.